# أزمة نيوشاتل
أزمة نيوشاتل (1857 1856) نتجت عن سؤال دبلوماسي ما بين الاتحاد السويسري وحاكم بروسيا حول حق العائلة المالكة البروسية في مقاطعة نيوشاتل. مُنحت مقاطعة نيوشاتل لملك بروسيا عام 1707، ثم حكمها نابليون بونابرت بعد خلع فريدريك ويليام الثالث ملك بروسيا من منصب أمير نوشاتل. مُنحت الإمارة مرة أخرى لفريدريك ويليام في عام 1814، وفي العام التالي وافق على السماح للمقاطعة بالانضمام إلى الاتحاد السويسري (الذي كان تحالفًا من دول شبه مستقلة بدلاً من دولة واحدة) مع بقائها تحت حكمه.
عام 1848 نجحت المقاطعة في تمردها ضد الحكم البروسي. وفي عام 1849 بدأت الحكومة البروسية في الضغط من أجل الاعتراف بحقهم في نوشاتل. اقترحت عدة ولايات فصل نوشاتل عن الاتحاد السويسري مع البقاء على التحالف معها. سعت بريطانيا لعقد اتفاقية دبلوماسية مع نيوشاتل بدعم من فرنسا. وواصل ملك بروسيا الضغط من أجل حقوقه في حكم نيوشاتل.
ثار أنصار الملكية في نيوشاتل المواليين للأمير يومي 2 - 3 سبتمبر 1856، مما أدى لتأزم الوضع. فشلت الثورة وأُسِرَ أنصار الملكية. بدأت المفاوضات بين فرنسا والمملكة المتحدة وبروسيا وروسيا من أجل مستقبل نوشاتل مع دعم المملكة المتحدة بقوة لاستقلال الإمارة. وفي مؤتمر عام 1857 تخلت بروسيا أخيرًا عن مطالبتها لنوشاتل بسبب إصرار القوى الأخرى.